# Phasicnecus parvula
Phasicnecus parvula är en fjärilsart som beskrevs av Ugo Dall'asta och Poncin 1980. Phasicnecus parvula ingår i släktet Phasicnecus och familjen Eupterotidae. Inga underarter finns listade i Catalogue of Life.